# ソニックアドバンス
『ソニック アドバンス』 (SONIC ADVANCE) は、2001年12月20日にゲームボーイアドバンス用ソフトとしてディンプス製作、ソニックチーム監修でセガより発売されたアクションゲーム。
今作はソニックの原点を思わせる2Dのアクションゲームであり、メガドライブ版のソニックシリーズに近いシステムになっている。なお、同時発売されたゲームキューブ用ソフトソニックアドベンチャー2バトルとの連動機能が存在する。
この作品以降、ソニック アドバンス シリーズとしてソニック アドバンス2、3が発売されることになる。2004年6月17日には、お買い得版が発売された。また、2015年2月18日にはWii Uバーチャルコンソールで配信された。
主な略称は、『ソニバンス』。

## ストーリー
悪の天才科学者Dr.エッグマンが再び悪さを始めた。エッグマン帝国を築くため、動物達を捕まえてロボット達の中に閉じ込めメカに変え、自らの手先としていった。仲間たちがエッグマンの手先になるのを黙って見ていられないソニックは、テイルス、ナックルズ、エミーとともに走り出した。

## ゲームシステム

### ゲーム上のルール
ソニック、テイルス、ナックルズ、エミーの４人から一人を選び、ゲームをプレイする。最初からどのキャラクターでも使用可能である。クリアデータはキャラクターごとに独立しているため、ソニックで最終ステージまでいっても、他のキャラクターでプレイする場合は最初からとなる。
ゾーン1〜6＋ラストステージ＋エクストラステージが存在する。ゾーン1〜6はAct1、Act2に分かれており、Act1はゴール地点にたどり着けばクリアだが、Act2はゴールまでいったあとボスと戦うことになる。ステージクリアをしてもイベントなどは無く、直ぐに次のステージへ行くことになる。カオスエメラルドを全て集めることで、ソニックのみエクストラステージへ行ける。基本的に、メガドライブ時代のソニックシリーズと同様のシステムだが、Bボタンで敵に攻撃出来る所が本作の新しい部分である。
クリアまでの最速タイム競うタイムアタックモードもある。

### カオスエメラルド
ゾーン1〜6のACT1かACT2のどこかに設置してあるスペシャルバネに触るとスペシャルステージに行くことができる。スペシャルステージはソニック・ザ・ヘッジホッグ2のものとほぼ同じルールで、リングを規定数とることでカオスエメラルドを入手できる。
今作のスペシャルステージは難易度が高く、失敗した場合はいったんActから出なければスペシャルバネは使用できない。また、スペシャルバネは7個のカオスエメラルドに対応して7個丁度しか存在せず、スペシャルバネをピンポイントで探し当てなければならない。そのため、カオスエメラルドを全て集めるのは攻略情報無しでは非常に難しいと言われている。
カオスエメラルドを全て入手することで、エクストラゾーンに行け、真のエンディングが見られる。なお、クリアデータと異なりカオスエメラルドの取得状況は4人のキャラクターで共通である。

### チャオのプチガーデン
タイトル画面で選択することでアクセス可能。チャオを育成することが出来る。ストーリーモードで手に入れたリングで木の実やアイテムを買うことが出来る。ミニゲームもあり、それでもリングが稼げる。
ソニックアドベンチャー2バトルとの連動で、チャオや木の実を送ったり、アドバンス側にチャオを転送できる。

### 対戦
1カートリッジ対戦とマルチカートリッジ対戦がある。1カートリッジ対戦ではリング集め。マルチカートリッジ対戦ではチャオ探しと競走。チーム戦もできる。1カートリッジ対戦では、各キャラクターの固有アクションは使えない。

## ステージ
NEO GREEN HILL ZONE（ネオグリーンヒルゾーン）
ビーチと草原が舞台となっている。アクト2は橋の上でエッグマンと対決。
SECRET BASE ZONE（シークレットベースゾーン）
エッグマンの秘密基地に潜入するステージ。様々な仕掛けを突破しながら進む。
CASINO PARADISE ZONE（カジノパラダイスゾーン）
夜の湖をバックに走る遊園地ステージ。
ICE MOUNTAIN ZONE（アイスマウンテンゾーン）
雪と水路が特徴のステージ。
ANGEL ISLAND ZONE（エンジェルアイランドゾーン）
空に浮かぶ島エンジェルアイランドのステージ。なお同名のソニック・ザ・ヘッジホッグ3のステージとは違い、こちらはエンジェルアイランドの古代遺跡が舞台となっている。
EGG ROCKET ZONE（エッグロケットゾーン）/COSMIC ANGEL ZONE（コズミックエンジェルゾーン）
EGG ROCKET ZONE（エッグロケットゾーン）
エッグマンが峡谷で作った巨大なロケットのステージ。上に進んでいくステージで、てっぺんのコズミックエンジェルゾーンへの入り口に入るとステージクリア。いくつかのエリアに分かれており、それぞれに5分の制限時間が課されている。
COSMIC ANGEL ZONE（コズミックエンジェルゾーン）
エッグマンの宇宙ステーションで、重力を変えるエリアなどを攻略しながら進むステージ。
X-ZONE（Xゾーン）
宇宙でエッグマンと戦うステージ。
THE MOON ZONE（ザ・ムーンゾーン）
全てのカオスエメラルドを入手した場合に入れる隠しステージで、スーパーソニックが月でエッグマンとの最終決戦を行う。

## キャラクター
ここでは、本作におけるキャラクターの特徴を記述する。各キャラクターの詳細な設定などは、個別記事かソニックシリーズに登場するキャラクターの一覧の項を参照。

### プレイヤーキャラクター
ソニック・ザ・ヘッジホッグ
主人公。基本的にメガドライブ時代のソニックに準拠した操作方法であるが、スライディングや空中ダッシュが使用可能になっている。また、レールの上をグラインドできる。バリアを用いたスペシャルアタックは使用不可能。標準的な能力を持っており、中級者向けキャラである。通信対戦での協力プレイ時は、スピンダッシュ中のソニックに仲間が触れることで、ダッシュ板の役割を果たせる。
マイルス "テイルス" パウアー
ソニック同様、メガドライブ時代のテイルスに準拠した操作方法であるが、シッポ攻撃が使用可能である。ソニックアドベンチャー及びソニックアドベンチャー2では、スピンダッシュが出来なかったが、本作では再び使用可能となっている。空を飛べるため、4人の中では行動範囲が広く、初心者向けのキャラである。大抵のプレイヤーは、カオスエメラルドの取得をテイルスにやらせることになる。通信対戦での協力プレイ時は、プロペラ飛行時に仲間を掴んで飛行することが出来る。
ナックルズ・ザ・エキドゥナ
ソニック同様、メガドライブ時代のナックルズに準拠した操作方法であるが、1、2、アッパー攻撃が使用可能である。ソニックアドベンチャー及びソニックアドベンチャー2では、スピンダッシュが出来なかったが、本作では再び使用可能となっている。滑空飛行や壁登りが使えるため、テイルス同様行動範囲が広く、初心者向け。ただし、壁がないと上に上がれないため、テイルスよりは中級者寄り。通信対戦での協力プレイ時は、滑空飛行時に仲間を背中に乗せて飛行することが出来る。また、壁登り時にも仲間を上に乗せて移動できる。
エミー・ローズ
古参キャラの一人であるが、2Dのソニックシリーズでプレイヤーとして使用可能になったのは本作が初である。ソニックアドベンチャー2及び、本作と同時発売したソニックアドベンチャー2バトルではエミーはソニックと同様の能力であったが、本作ではソニックアドベンチャーに準拠した能力となっている。そのため、スピンダッシュ、スピンジャンプ、スピン移動が出来ず、他の３人とはかなり操作感覚が異なる。スピンダッシュが出来ないかわりにステップ移動が使用可能であり、ソニック同様グラインドが可能。クセの強い、上級者向けキャラである。通信対戦での協力プレイ時は、仲間が立っている場所をハンマーで叩くと大ジャンプさせられる。また、1カートリッジ対戦では仕様上、他のキャラと同様スピンダッシュやスピンジャンプが出来る。

### 非プレイヤーキャラクター
エッグマン
ソニックをライバル視する悪の科学者。各ゾーンのAct2ではボスとして戦うことになる。

### 敵キャラクター
- ガミガミ
- スティンガー
- キキ
- リノタンク
- ケロケロ
- モグ
- センボン
- テントー
- ピーエロ
- スロト
- ハナビー
- ユキマル
- ドリサメ
- トーマス "ペン"
- クラー
- レオン
- ワム
- オクト
- ミラー

### ボスキャラクター
エッグハンマータンク
ゾーン1のボス。巨大なハンマーを前後に振って攻撃してくる。残りHPが1になるとハンマーを軸にして飛び掛かってくる。
エッグプレス
ゾーン2のボス。エッグモービルの下部に大きなバネが付いており、これを使って跳ねて移動してくる。たまに画面外までジャンプすることがあるが、この時は着地の瞬間地震が起き、地面に立っているとダメージを受けてしまう。
エッグボール
ゾーン3のボス。トゲ付きのボールとエッグマンが乗っているボールが周囲のパイプから出たり入ったりする。HPが減るごとに移動スピードが上がる。
エッグスパイダー
ゾーン4のボス。水で満たされたエリアで戦う。天井を叩いて巨大なつららを落として攻撃してくる。つららを踏み台にしないとエッグマンに攻撃できない上、息継ぎもできないので慎重に戦う必要がある。
メカナックルズ
ゾーン5のボス。ナックルズにそっくりだが体色がピンクに近く、グローブが黄色となっている。前半戦はナックルズ同様パンチ・スピンアタック・滑空で攻撃してくる。HPが半分になると小爆発して表皮が剥がれ、ロボット部分がむき出しの姿となる。この状態では上記の攻撃に加え口からミサイルを吐いてくる。
エッグスネーク
ゾーン6のボス。蛇のようにグネグネする足場で戦う。初期状態では弱点となるエッグマンのコックピットが下に回っているため、足場をジャンプの着地でしならせてコックピット部分を上に回して攻撃する事になる。一定周期で青い光弾を発射してプレイヤーを邪魔してくるほか、HPが減るとダメージを受けた直後にマシンを高速でスライドさせて攻撃してくる。足場の特性上、ダメージを受け散らばったリングは跳ねることなく下に落ちていくため注意。
エッグモービル・ハンマーボール
ゾーン7の中ボス1。BGMを含め、ソニック・ザ・ヘッジホッグ グリーンヒルゾーンのボス戦の再現となっている。
エッグモービル・ドリルマシン
ゾーン7の中ボス2。こちらもBGMを含め、ソニック・ザ・ヘッジホッグ2 エメラルドヒルゾーンのボス戦の再現となっている。HPが残り1になると原作同様先端のドリルを飛ばして攻撃してくる。
エッグX
ゾーン7のボスにして、表向きのラスボス。伸びるアーム・レーザー・山なりに飛ぶ砲弾・突進のうちどれかの攻撃をランダムで行う。エッグマンが攻撃を考えている間はエッグマンが乗っている部分が隠れて攻撃できない。
スーパーエッグロボ
ゾーン8のボス。カオスエメラルドを7つ集めソニックでエッグXを倒すと戦える真のラスボス。

## シリーズ一覧
- ソニック アドバンス（ゲームボーイアドバンス）
- ソニック アドバンス2（ゲームボーイアドバンス）
- ソニック アドバンス3（ゲームボーイアドバンス）